# Alina
Alina er en tidligere libanesisk fotomodel, der er gift med Hannibal Gaddafi.
Hun blev i juli 2008 anholdt i Geneve sammen med sin mand for at have udøvet vold mod sine tjenestefolk på et hotel i byen, men blev løsladt, da hun var højgravid, og parret rejste herefter hjem til Libyen.

## Reference
1. ↑  Gaddafi-søn udløser international krise